# La Mandragore
La Mandragore ist ein französischer Fernsehfilm (1972) nach Niccolò Machiavellis Komödie Mandragola.

## Handlung
Florenz 16. Jahrhundert: Callimaco hat sich viel von der Schönheit der Florentinerin Lucrezia erzählen lassen. Als er sie erblickt, ist er sofort verliebt. Doch Lucrezia ist mit dem weitaus älteren Nicia verheiratet. Lucrezia hat zu Hause das Sagen und ist äußerst tugendhaft. Da sie nie ausgeht wie andere junge Frauen, muss Callimaco einen Plan finden. Er hat in Erfahrung gebracht, dass Lucrezia und Nicia gern ein Kind hätten. Mit seinem Diener Siro und seinem Freund Ligurio schmiedet er einen Plan. Er gibt sich als Wunderarzt aus und lässt sich von Nicia den Urin seiner Frau beschaffen. Als er ihn untersucht, behauptet er, dass Lucrezia mit der Einnahme eines Tranks aus Alraunen ein Kind bekommen könne. Doch der Mann, der sie schwängert, würde durch die Alraune kurz darauf sterben. Callimaco schlägt vor, einen Jüngling auf der Straße zu fangen und ihn in Lucrezias Bett zu legen. Doch Lucrezia zu überreden, ist ein schwieriges Unterfangen. Die Männer können Lucrezias Mutter Sostrata einweihen, die einverstanden ist. Sie geht mit Lucrezia zum Beichtvater Timoteo. Zwar misstraut Lucrezia Priestern, doch mit Hilfe ihrer Mutter gelingt es Timoteo, Lucrezia zu überreden. Callimaco verkleidet sich als der zu fangende Jüngling und wird im Halbdunkel von Nicia zu Lucrezia gebracht. Beim Beischlaf gibt sich Callimaco zu erkennen. Lucrezia findet Gefallen an Callimaco. Gemeinsam entschließen sie sich, dass Callimaco der Pate seines eigenen Kindes wird. So findet Callimaco Einzug in die Familie Lucrezias.

## Produktion
Der Fernsehfilm wurde in Bourges gedreht. Die beiden Hauptdarsteller Claude Jade und Paul Barge waren bereits vier Jahre zuvor in Der Rächer aus dem Sarg ein Paar und spielten von 1998 bis 2000 die Hauptrollen in der Serie Cap des Pins.
Der Film ist eine Neuverfilmung des mehrfach ausgezeichneten Films Mandragola (La mandragola, 1965) von Alberto Lattuada.